# Tillandsia 'Luke'
Tillandsia 'Luke' es un cultivar híbrido del género Tillandsia perteneciente a la familia Bromeliaceae.
Es un híbrido creado en el año 1998 con las especies Tillandsia bulbosa 'Large form' × Tillandsia ionantha.